# Ворона білошия
Ворона білошия (Corvus typicus) —  вид горобцеподібних птахів роду крук (Corvus) родини во́ронових (Corvidae).

## Опис
Привертають увагу білий низ і короткі заокруглені крила.

## Стиль життя
Харчується фруктами і малими безхребетними. Має характерний трубний свист і носовий вереск.

## Середовище проживання
Країни проживання: Індонезія (Сулавесі). Вид помірно поширений у субтропічних і тропічних первинних і високих вторинних пагорбових лісах. Максимальна висота проживання: 2150 м над рівнем моря. Проживає в Національному Парку Лоре-Лінду.